# 汉斯维尔 (阿拉巴马州)
汉斯维尔（英文：Hanceville），是美国阿拉巴马州下属的一座城市。面积约为4.21平方英里（约合10.91平方公里）。根据2010年美国人口普查，该市有人口2,982人，人口密度为707.98/平方英里（约合273.33/平方公里）。